# Trematopygodes similator
Trematopygodes similator är en stekelart som beskrevs av Hinz och Horstmann 1998. Trematopygodes similator ingår i släktet Trematopygodes och familjen brokparasitsteklar. Inga underarter finns listade i Catalogue of Life.